# Haou Airen
Haou Airen (jap. 覇王♡愛人, Haō Airen, übersetzt etwa „Die Geliebte des Herrschers“) ist eine Manga-Serie von Mayu Shinjo. Der erotische Manga, der von 2002 bis 2004 in über 1.500 Seiten erschien, richtet sich vorwiegend an jugendliche Mädchen, lässt sich also der Shōjo-Gattung zuordnen. Es geht um die unmöglich scheinende Beziehung zwischen einem jungen Mädchen und einem Mafiaboss.

## Handlung
Die 17 Jahre alte Kurumi Akino (秋野 来実, Akino Kurumi) muss sich, nachdem ihr Vater gestorben und ihre Mutter erkrankt ist, um die Familie kümmern. Sie geht nach der Schule in einem Lebensmittelladen arbeiten, um die Mutter, ihre kleinen Zwillingsbrüder und sich ernähren zu können. Dabei arbeitet sie bis spät in die Nacht. Als Kurumi eines Nachts auf dem Nachhauseweg ist, trifft sie einen verletzten 18-jährigen Jungen, der verfolgt wird. Sie rettet ihn und nimmt ihn mit nach Hause, um ihn zu verarzten. Am nächsten Tag ist er spurlos verschwunden und nur eine Kette mit einem Drachenanhänger versichert, dass er wirklich da war.
Einige Tage später wird sie nach der Schule von fremden Männern in Anzügen entführt und betäubt. Als sie wieder aufwacht, befindet sie sich an Bord eines Flugzeuges, das nach Hongkong fliegt. Mit an Bord befindet sich der Junge von damals, der sich als Hakuron vorstellt. Er ist Boss der Dragon King Company, einer der mächtigsten Mafia-Triaden Hongkongs. Kurumi verliebt sich in ihn und möchte seine Frau werden. Auch er entwickelt wegen ihres unschuldigen Charakters Gefühle für sie.
Hakurons ehemalige Geliebte Leilan (麗蘭, Reiran) ist eifersüchtig, dass er sich nicht mehr für sie, sondern für Kurumi interessiert. Sie plant eine Intrige. So erschleicht sie sich Kurumis Vertrauen und wird ihre beste Freundin. Hakuron ermordet Leilan vor Kurumis Augen, woraufhin ein Bruch zwischen beiden entsteht. Er glaubt, dass Kurumi ihn nicht mehr liebt und versucht deshalb, das Mädchen mit Sex an ihn zu binden, ohne ihr seine wahren Gefühle zu offenbaren. Kurumi liebt Hakuron trotz des Mordes an Leilan immer noch, möchte dies aus Angst jedoch nicht preisgeben.

## Veröffentlichungen
Haou Airen erschien in Japan von der Mai-Ausgabe 2002 bis zur August-Ausgabe 2004 monatlich in Einzelkapiteln im Manga-Magazin Shōjo Comic, in dem zu dieser Zeit unter anderem auch Kotomi Aokis Boku wa Imōto ni Koi o Suru und Kanan Minamis Gib mir Liebe! veröffentlicht wurden. Der Shōgakukan-Verlag brachte diese Einzelkapitel auch in neun Sammelbänden heraus. Diese Sammelbände verkauften sich in Japan etwa zwei Millionen Mal.
In Deutschland erschienen die neun Sammelbände von Juli 2006 bis März 2008 bei Egmont Manga & Anime. Außerdem erschien der Manga auf Chinesisch bei Ever Glory Publishing, auf Englisch bei Viz Media und auf Spanisch bei Editorial Ivréa.

## Adaption
Der Manga wurde als Hörspielserie umgesetzt. Auf drei CDs erschien Haou Airen von 2003 bis 2004 in Japan.

## Rezeption
Die deutsche Zeitschrift Mangaszene fasst die Handlung zusammen als: „Naives, lebensfrohes Mädchen trifft geheimnisvollen, schweigsamen Fremden“. Mayu Shinjo bleibe mit diesem Konzept ihren früheren Geschichten treu, wobei bei Haou Airen ein deutlicher Unterschied zwischen den beiden Protagonisten aufgebaut wird und die Handlung nicht harmlos ist, sondern „spätestens ab Band 2 schwer im Magen liegt“.